# Eozenillia remota
Eozenillia remota är en tvåvingeart som först beskrevs av Walker 1853.  Eozenillia remota ingår i släktet Eozenillia och familjen parasitflugor. Inga underarter finns listade i Catalogue of Life.